# Río Ipire
El río Ipire es un río de los Llanos Centrales de Venezuela, fundamental en el sistema de embalses de regadío del estado Guárico y el principal afluente del río Unare en la cuenca homónima. Se origina a 500 m de altitud, muy cerca del mismo río Unare en el estado Guárico y permanece en el estado durante todo su trayecto hasta desembocar a mitad de curso del Unare, frente a la ciudad de Zaraza. Es también el afluente principal de la represa La Becerra, al este de Guárico.

## Afluentes
Desde su tramo superior le afluyen muchos ríos, por el lado izquierdo: Coporo, Jobal, Quebradón del Coleio, Cocuizas, Ceiba, arúa, Cotiza, Santa Lucía, Cojedero, Los Neros, Cascarón, Quebradón, Vigía, Diluvio y el río Patriótica. Por el costado derecho afluyen los ríos Atanada, COmejero, Morgao, Gauásima, Cucharita, Dos Quebradas, El Carrito, Fortuna y San Vicente.